# Mamelis
Mamelis (en limbourgeois Mameles) est un hameau néerlandais situé dans la commune de Vaals, dans la province du Limbourg néerlandais. Le 1er janvier 2008, Mamelis comptait 80 habitants.
L'abbaye de Sint-Benedictusberg est situé à Mamelis.